# Summer Storm (Beverly Hills, 90210)
Summer Storm is de derde aflevering van het tweede seizoen van het tienerdrama Beverly Hills, 90210, die voor het eerst werd uitgezonden op 25 juli 1991.

## Verhaal
Wanneer Dylan surft onder gevaarlijke omstandigheden, raakt hij gewond. Hij verblijft tijdens zijn herstel bij huize Walsh, wanneer Cindy haar moederinstincten laat overheersen en wegdenkt dat Brenda het niet veel eerder heeft uitgemaakt met hem. Dylans vader is namelijk gearresteerd en Cindy kan het niet aanzien dat Dylan helemaal alleen zou zijn terwijl hij gewond is. Brenda en Dylan worden echter weer intiem en als Jim hen samen betrapt, zet hij een nog niet herstelde Dylan op straat.
Ondertussen wordt Kelly verliefd op Kyle, een aantrekkelijke strandwachter die echter niet ingaat op Kelly's veelvoudige pogingen om hem te verleiden. Dit wekt irritatie op bij haar, waarna ze hem confronteert. Uiteindelijk geeft hij toe homoseksueel te zijn. Ondertussen heeft Donna ook zo haar problemen, wanneer ze bij de toneelles gedwongen is met David "Romeo en Julia" te spelen. Ze is niet tevreden met haar partner.

## Rolverdeling
- Jason Priestley - Brandon Walsh
- Shannen Doherty - Brenda Walsh
- Jennie Garth - Kelly Taylor
- Ian Ziering - Steve Sanders
- Gabrielle Carteris - Andrea Zuckerman
- Luke Perry - Dylan McKay
- Brian Austin Green - David Silver
- Tori Spelling - Donna Martin
- Carol Potter - Cindy Walsh
- James Eckhouse - Jim Walsh
- Ann Gillespie - Jackie Taylor
- James Pickens jr. - Henry Thomas
- David Lascher - Kyle Conners
- Michael St. Gerard - Chris Suiter
- Arthur Brooks - Jack McKay